# Fauna (mitologia)
Segons la mitologia romana, Fauna va ser una divinitat itàlica.
Germana i muller del déu Faune, era considerada protectora de les dones, i en aquesta funció sovint es confon amb Bona Dea, de la qual podria ser originàriament un epítet.
També hi ha una llegenda que li atribueix relacions amb Hèrcules i la fa mare del futur rei Llatí, epònim del Laci. Una tradició que ens ha transmès Dionís d'Halicarnàs diu que Fauna era una jove del país dels hiperboris amb la qual Hèrcules va engendrar Llatí i que, després de la marxa de l'heroi, es va casar amb Faune.